# Championnat d'Égypte de football 2002-2003
Navigation
Saison précédente Saison suivante
La saison 2002-2003 du Championnat d'Égypte de football est la 46e édition du championnat de première division égyptien. Quatorze clubs égyptiens prennent part au championnat organisé par la fédération. Les équipes sont regroupées au sein d'une poule unique où elles rencontrent leurs adversaires deux fois, à domicile et à l'extérieur. À l'issue du championnat, les trois derniers du classement sont relégués et remplacés par les trois meilleures équipes de D2.
C'est le club du Zamalek SC qui remporte la compétition, après avoir terminé en tête du classement final, avec un seul point d'avance sur Al Ahly SC et vingt-et-un sur le tenant du titre, Ismaily SC. C'est le 10e titre de champion d'Égypte de l'histoire du club.
À compter de cette saison, la Coupe des Coupes disparaît. À présent, les deux premiers du championnat sont qualifiés automatiquement pour la Ligue des champions de la CAF.

## Les clubs participants
| - Al Ahly SC - Zamalek SC - Ittihad Alexandrie - Ismaily SC - Baladiyyat El Mahallah - El Fayoum FC - ENPPI Club - Promu de D2 | - Al-Moqaouloun - Al Mansourah Sporting Club - Assouan SC - Promu de D2 - Tersana SC - Al-Masry Club - Ghazl El Mahallah - Haras El Hodood - Promu de D2 |

## Compétition

### Classement
Le classement est établi sur le barème de points classique (victoire à 3 points, match nul à 1, défaite à 0).
| Rang | Équipe                     | Pts | J  | G  | N  | P  | Bp | Bc | Diff |
| ---- | -------------------------- | --- | -- | -- | -- | -- | -- | -- | ---- |
| 1    | Zamalek SC                 | 67  | 26 | 21 | 4  | 1  | 57 | 10 | +47  |
| 2    | Al Ahly SC C               | 66  | 26 | 21 | 3  | 2  | 53 | 13 | +40  |
| 3    | Ismaily SC T               | 46  | 26 | 13 | 7  | 6  | 35 | 22 | +13  |
| 4    | ENPPI Club P               | 42  | 26 | 11 | 9  | 6  | 33 | 19 | +14  |
| 5    | Haras El-Hedood P          | 41  | 26 | 11 | 8  | 7  | 30 | 21 | +9   |
| 6    | Al-Masry Club              | 33  | 26 | 9  | 6  | 11 | 22 | 26 | -4   |
| 7    | Ghazl El Mahallah          | 31  | 26 | 7  | 10 | 9  | 22 | 25 | -3   |
| 8    | Baladiyyat El Mahallah     | 31  | 26 | 8  | 7  | 11 | 21 | 29 | -8   |
| 9    | Ittihad Alexandrie         | 31  | 26 | 9  | 4  | 13 | 24 | 36 | -12  |
| 10   | Tersana SC                 | 30  | 26 | 8  | 6  | 12 | 32 | 43 | -11  |
| 11   | Al Mansourah Sporting Club | 29  | 26 | 7  | 8  | 11 | 20 | 26 | -6   |
| 12   | Al-Moqaouloun              | 28  | 26 | 5  | 13 | 8  | 23 | 25 | -2   |
| 13   | El Fayoum FC               | 16  | 26 | 4  | 4  | 18 | 19 | 43 | -24  |
| 14   | Assouan SC P               | 9   | 26 | 2  | 3  | 21 | 15 | 68 | -53  |

| Légende : Qualifications et relégations | Légende : Qualifications et relégations                                |
| --------------------------------------- | ---------------------------------------------------------------------- |
|                                         | Qualification pour la Ligue des champions 2004                         |
|                                         | Qualification pour la Coupe de la CAF 2004                             |
|                                         | Participation au barrage de promotion-relégation                       |
|                                         | Relégation directe en deuxième division                                |
|                                         | T : Tenant du titre C : Vainqueur de la Coupe d'Égypte P : Promu de D2 |

### Matchs

#### Barrage de promotion-relégation
Cette saison, un barrage est organisé entre deux clubs situés en Haute-Égypte : l'Assouan SC, qui a participé au championnat de première division, et la meilleure équipe de deuxième division de la région, Sohag FC. Le vainqueur du barrage représentera la Haute-Égypte la saison prochaine au plus haut niveau.
| Équipe 1      | Résultat | Équipe 2   | Aller | Retour |
| ------------- | -------- | ---------- | ----- | ------ |
| Sohag FC (D2) | 0 - 4    | Assouan SC | 0 - 1 | 0 - 3  |

## Bilan de la saison
| Championnat d'Égypte de football 2002-2003 |                        |
| Champion                                   | Zamalek SC (10e titre) |
| Coupes et trophées                         |                        |
| Vainqueur de la Coupe d'Égypte 2002-2003   | Al Ahly SC             |
| Vainqueur de la Supercoupe d'Égypte        | Al Ahly SC             |
| Qualifications continentales               |                        |
| Ligue des champions 2004                   | Zamalek SC             |
| Ligue des champions 2004                   | Al Ahly SC             |
| Coupe de la CAF 2004                       | Ismaily SC             |
| Ligue des champions arabes 2003-2004       | Zamalek SC             |
| Ligue des champions arabes 2003-2004       | Al Ahly SC             |
| Ligue des champions arabes 2003-2004       | Ismaily SC             |
| Promotions et relégations                  |                        |
| Promus en Egyptian Premier League          | Al Koroum              |
| Promus en Egyptian Premier League          | Al Qanat               |
| Relégués en Egyptian Second League         | Al-Moqaouloun          |
| Relégués en Egyptian Second League         | El Fayoum FC           |